# Brian Skinner
Brian Skinner (Temple, Texas, 19 de mayo de 1976) es un exjugador de baloncesto estadounidense que disputó 13 temporadas en la NBA. Con 2,06 metros de altura, jugaba en la posición de ala-pívot.

## Carrera
Tras su carrera en la Universidad de Baylor, Skinner fue la elección 22 del Draft de la NBA de 1998, seleccionado por Los Angeles Clippers. 
Desde ese año jugó por los Clippers, los Cleveland Cavaliers, Philadelphia 76ers, Milwaukee Bucks y Sacramento Kings, promediando 5.7 puntos por partido.
Fue contratado por los 76ers cuando jugaba para los Kings en el trato que envió a Chris Webber hacia Philadelphia.
En el 2006 fichó por Portland Trail Blazers y en 2007 por Phoenix Suns.
En septiembre de 2010, se unió a los Bucks por tercera vez. Siendo cortado el 5 de enero de 2011, tras 2 encuentros.
En enero de 2011 se marchó a Italia a firmar con Benetton Treviso.
En verano de 2011, volvió y firmó por los Memphis Grizzlies, con los que disputó un encuentro antes de ser cortado el 29 de diciembre de 2011.

## Estadísticas de su carrera en la NBA

### Temporada regular
| Año     | Equipo        | PJ  | PT  | MPP  | %TC  | %3P  | %TL  | RPP | APP | ROB | TPP | PPP  |
| ------- | ------------- | --- | --- | ---- | ---- | ---- | ---- | --- | --- | --- | --- | ---- |
| 1998–99 | L.A. Clippers | 21  | 0   | 12.3 | .465 | .000 | .606 | 2.5 | .0  | .5  | .6  | 4.1  |
| 1999–00 | L.A. Clippers | 33  | 9   | 23.5 | .507 | .000 | .662 | 6.1 | .3  | .5  | 1.3 | 5.4  |
| 2000–01 | L.A. Clippers | 39  | 23  | 15.0 | .398 | .000 | .542 | 4.3 | .5  | .4  | .3  | 4.1  |
| 2001–02 | Cleveland     | 65  | 8   | 17.0 | .543 | .000 | .608 | 4.3 | .3  | .4  | .9  | 3.4  |
| 2002–03 | Philadelphia  | 77  | 9   | 17.9 | .550 | .000 | .602 | 4.8 | .2  | .6  | .7  | 6.0  |
| 2003–04 | Milwaukee     | 56  | 54  | 28.2 | .497 | .000 | .572 | 7.3 | .9  | .5  | 1.1 | 10.5 |
| 2004–05 | Philadelphia  | 24  | 0   | 10.3 | .386 | .000 | .294 | 2.6 | .2  | .2  | .2  | 2.0  |
| 2004–05 | Sacramento    | 25  | 23  | 27.8 | .554 | .000 | .377 | 8.7 | 1.5 | 1.0 | 1.7 | 7.4  |
| 2005–06 | Sacramento    | 38  | 0   | 11.3 | .551 | .000 | .444 | 2.7 | .4  | .3  | .5  | 2.3  |
| 2005–06 | Portland      | 27  | 5   | 19.1 | .484 | .000 | .517 | 4.7 | .5  | .5  | .9  | 3.8  |
| 2006–07 | Milwaukee     | 67  | 44  | 22.7 | .490 | .000 | .582 | 5.7 | .9  | .3  | 1.0 | 4.4  |
| 2007–08 | Phoenix       | 66  | 0   | 12.8 | .465 | .667 | .524 | 3.6 | .2  | .3  | 1.2 | 3.3  |
| 2008–09 | L.A. Clippers | 51  | 21  | 16.5 | .449 | .000 | .638 | 4.0 | .5  | .3  | 1.0 | 4.2  |
| 2009–10 | L.A. Clippers | 16  | 1   | 7.7  | .400 | .000 | .750 | 1.7 | .0  | .2  | .2  | 1.6  |
| 2010–11 | Milwaukee     | 2   | 0   | 3.0  | .000 | .000 | .000 | .0  | .0  | .0  | .0  | .0   |
| 2011–12 | Memphis       | 1   | 0   | 4.0  | .000 | .000 | .000 | .0  | .0  | .0  | .0  | .0   |
| Total   | Total         | 608 | 197 | 17.9 | .494 | .333 | .566 | 4.7 | .5  | .4  | .9  | 4.7  |

### Playoffs
| Año     | Equipo       | PJ | PT | MPP  | %TC  | %3P  | %TL   | RPP | APP | ROB | TPP | PPP |
| ------- | ------------ | -- | -- | ---- | ---- | ---- | ----- | --- | --- | --- | --- | --- |
| 2002–03 | Philadelphia | 8  | 0  | 4.8  | .167 | .000 | 1.000 | .8  | .0  | .0  | .1  | .8  |
| 2003–04 | Milwaukee    | 5  | 3  | 18.8 | .524 | .000 | .417  | 4.4 | .0  | .2  | .6  | 5.4 |
| 2004–05 | Sacramento   | 4  | 1  | 11.8 | .500 | .000 | .000  | 2.8 | .5  | .5  | 1.0 | 2.0 |
| 2007–08 | Phoenix      | 4  | 0  | 5.3  | .500 | .000 | .500  | .8  | .0  | .0  | .8  | 2.0 |
| Total   | Total        | 21 | 4  | 9.5  | .462 | .000 | .542  | 2.0 | .1  | .1  | .5  | 2.3 |